# Ildar Arslanov
Pour les articles homonymes, voir Arslanov.
Ildar Arslanov, né le 6 avril 1994 à Aguidel, est un coureur cycliste russe, professionnel de 2015 à 2019.

## Biographie
Il arrête sa carrière à 25 ans à l'issue de la saison 2019.

## Palmarès et résultats

### Palmarès par année
- 2011
  -  Champion de Russie sur route juniors
  - Classement général du Giro di Basilicata
  - 2e du Gran Premio Sportivi di Sovilla
- 2012
  -  Champion de Russie sur route juniors
  -  Champion de Russie du contre-la-montre juniors
  - Classement général de Liège-La Gleize
  - 2e du Grand Prix Rüebliland
  - 2e du Giro di Basilicata
  - 3e de la Course de la Paix juniors
- 2014
  - 4e étape du Tour de la Vallée d'Aoste (contre-la-montre)
- 2017
  - 5e du Tour de Turquie
- 2018
  - 3e de l'Adriatica Ionica Race

### Classements mondiaux
| Année           | 2013 | 2014 | 2015 | 2016 | 2017   |
| --------------- | ---- | ---- | ---- | ---- | ------ |
| UCI Europe Tour | 804e | 771e | 939e | 625e | 1 051e |
| UCI Asia Tour   |      |      |      | 556e |        |